# Идельсон, Авраам
Авраам Идельсон (Абрам Давидович Идельсон; 1865, Векшни, Ковенской губернии — 6 декабря 1921, Берлин) — российский публицист, общественный деятель, лидер сионистского движения, журналист.
В 1886—90 гг. учился в Московском университете. В 1905—19 гг. жил в Санкт-Петербурге. В средине 1905 г стал во главе петербургского ежемесячника «Еврейская жизнь» и с тех пор продолжал (1910) фактически редактировать официальный орган российских сионистов («Еврейский Народ», «Рассвет»). В 1905 г редактировал юмористический журнал на идише «Дер Шейгец» (озорник). В 1919 году эмигрировал из России. В 1919-20 гг. жил в Лондоне. С 1921 года — в Берлине.
Его именем названы улицы Тель-Авива и Иерусалима.